# Donja Jutrogošta
Donja Jutrogošta (cyr. Доња Јутрогошта) – wieś w Bośni i Hercegowinie, w Republice Serbskiej, w gminie Kozarska Dubica. W 2013 roku liczyła 79 mieszkańców.